# Culicoides analis
Culicoides analis är en tvåvingeart som beskrevs av Santos Abreu 1918. Culicoides analis ingår i släktet Culicoides och familjen svidknott.
Artens utbredningsområde är Kanarieöarna. Inga underarter finns listade i Catalogue of Life.